# (74423) 1999 AU37
(74423) 1999 AU37 – planetoida z pasa głównego asteroid okrążająca Słońce w ciągu 5,04 lat w średniej odległości 2,94 j.a. Odkryta 10 stycznia 1999 roku.